# Adolf Minkin
Adolf Minkin (russisk: Адóльф Иóсифович Ми́нкин) (født 2. november 1898 i Petrosavodsk i det Russiske Kejserrige, død 31. januar 1967 i Sankt Petersborg i Sovjetunionen) var en sovjetisk filminstruktør.

## Filmografi
- Professor Mamlok (Профессор Мамлок, 1938)[1][2]